# Dario Bodrušić
Dario Bodrušić (* 10. Januar 1983 in Bugojno) ist ein kroatischer ehemaliger Fußballspieler. Der Innenverteidiger und Juniorenauswahlspieler war im Laufe seiner Karriere bei Erstligisten in Kroatien, Albanien und Australien unter Vertrag.

## Karriere
Bodrušić entstammt dem Nachwuchsbereich von Dinamo Zagreb, mit dessen A-Jugend er 2002 kroatischer Fußballmeister wurde. Nach Leihaufenthalten bei NK Trnje und NK Croatia Sesvete spielte er 2003/04 für eine Saison bei Inter Zaprešić, bevor er drei Jahre für NK Slaven Belupo Koprivnica aktiv war.
2007 wechselte er zum albanischen Hauptstadtklub Dinamo Tirana und kam beim Meisterschaftsgewinn 2008 zu 26 Einsätzen. Nachdem er das 2. Halbjahr 2008 in Kroatien bei HNK Rijeka verbracht hatte, kehrte er Anfang 2009 für ein halbes Jahr zu Dinamo Tirana zurück. Die Saison 2009/10 spielte er beim kroatischen Erstligisten NK Istra 1961, bevor er beim NK Rudeš in der 2. HNL anheuerte. Ende Januar 2011 wechselte Bodrušić für die Endphase der A-League 2010/11 zum australischen Klub Adelaide United, bei dem er als Ersatz für Iain Fyfe verpflichtet wurde. Der Kontakt kam dabei über den Adelaide-Besitzer Bruno Marveggio zustande. Bodrušić stand an den letzten beiden Spieltagen der regulären Saison in der Startelf und wirkte auch in den Meisterschafts-Play-offs gegen Wellington Phoenix (1:0) und Gold Coast United (2:3) mit, der Klub sah aber von einer Verpflichtung über das Saisonende hinaus ab.
Zurück in Kroatien schloss sich Bodrušić Anfang 2012 erneut dem NK Rudeš an, für den er bis Anfang 2014 aktiv war. Anschließend wechselte er zum österreichischen Zweitligisten TSV Hartberg, für den er im Jahresverlauf insgesamt 33 Pflichtspiele bestritt. Sein Vertrag wurde vereinsseitig im Dezember 2014 gekündigt, nachdem er wegen der Nicht-Meldung von zur Kenntnis gelangten unzulässigen Einflussnahmen auf Fußball-Spiele rund um den Kurzzeit-Trainer Ivo Istuk zu einer Sperre von fünf Spielen verurteilt worden war. Ab der Saison 2015/16 spielte er wieder in der 2. HNL für den NK Rudeš, im Januar 2017 schloss er sich für ein halbes Jahr dem Ligakonkurrenten NK Zagreb an. Zur Saison 2017/18 spielt er wieder in Österreich für den SK Bischofshofen in der viertklassigen Salzburger Liga.